# 海軍大将 (日本)

海軍大将の襟章

海軍大将（かいぐんたいしょう、旧字体：海󠄀軍大將、英語: Admiral）は、大日本帝国海軍の大将。将官の最上級。元帥の称号を与えられた海軍大将を元帥海軍大将と呼ぶ。

## 概要
1869年（明治2年）の兵部省（後の陸軍省及び海軍省）設立に伴い、陸軍大将と共に海軍大将の階級が設けられた。
1898年（明治31年）以降は元帥府に列せられ、元帥の称号を与えられた海軍大将を元帥海軍大将と呼ぶ。
官吏としては親任官、位階は正四位である。

## 大日本帝国海軍大将一覧
日本海軍の海軍大将は西郷従道の進級から塚原二四三、井上成美の進級まで合計77名。71名は人事異動に基づく定期進級である。残る6名のうち川村純義は病死後に、遠藤喜一、南雲忠一、高木武雄、山縣正郷、伊藤整一は第二次大戦中に戦死した中将に対して、生前の戦功と戦死に対する顕彰として大将に特進したものである。なお、名前が太字のものは元帥、補職について名称の変更があるものは代表的なもので統一している。表中の略語の意味は次の通りである。
GF：連合艦隊、 CF：支那方面艦隊、 F：艦隊、 AF：航空艦隊。
横鎮：横須賀鎮守府、 呉鎮：呉鎮守府、 佐鎮：佐世保鎮守府、 舞鎮：舞鶴鎮守府、 旅鎮：旅順鎮守府。
| 姓名             | 肖像 | 進級時期                   | 出身                      | 海軍省              | 軍令部              | 司令長官                             |
| ---------------- | ---- | -------------------------- | ------------------------- | ------------------- | ------------------- | ------------------------------------ |
| 西郷従道         |      | 1894年（明治27年）10月3日  | 鹿児島・草創              | 大臣                |                     |                                      |
| 樺山資紀         |      | 1895年（明治28年）5月10日  | 鹿児島・草創              | 大臣、次官 軍務局長 | 部長                |                                      |
| 伊東祐亨         |      | 1898年（明治31年）9月28日  | 鹿児島・草創              | 軍務局長            | 部長                | GF                                   |
| 井上良馨         |      | 1901年（明治34年）12月24日 | 鹿児島・草創              | 軍務局長            | 部長                | 常備艦隊 横鎮                        |
| 東郷平八郎       |      | 1904年（明治37年）6月6日   | 鹿児島・草創              |                     | 部長                | GF 舞鎮                              |
| 山本権兵衛       |      | 1904年（明治37年）6月6日   | 鹿児島・2期               | 大臣 軍務局長       |                     |                                      |
| 有栖川宮威仁親王 |      | 1904年（明治37年）6月28日  | 皇族・草創                |                     |                     |                                      |
| 川村純義         |      | 1904年（明治37年）8月12日  | 鹿児島・草創              | 海軍卿 海軍大輔     |                     |                                      |
| 柴山矢八         |      | 1905年（明治38年）11月18日 | 鹿児島・草創              |                     |                     | 常備艦隊 佐鎮、呉鎮、旅鎮            |
| 鮫島員規         |      | 1905年（明治38年）11月18日 | 鹿児島・草創              |                     |                     | 常備艦隊 横鎮、佐鎮                  |
| 日高壮之丞       |      | 1908年（明治41年）8月7日   | 鹿児島・2期               |                     |                     | 常備艦隊 舞鎮                        |
| 片岡七郎         |      | 1910年（明治43年）12月1日  | 鹿児島・3期               |                     |                     | 1F、3F 舞鎮                          |
| 上村彦之丞       |      | 1910年（明治43年）12月1日  | 鹿児島・4期               | 軍務局長            | 次長                | 1F、2F 横鎮                          |
| 伊集院五郎       |      | 1910年（明治43年）12月1日  | 鹿児島・英海大            |                     | 部長、次長 作戦部長 | 1F、2F                               |
| 出羽重遠         |      | 1912年（明治45年）7月9日   | 福島・5期                 | 軍務局長            | 次長                | 1F、2F、4F 佐鎮                      |
| 瓜生外吉         |      | 1912年（大正元年）10月16日 | 石川・米海兵              |                     | 作戦部長            | 佐鎮、横鎮                           |
| 斎藤実           |      | 1912年（大正元年）10月16日 | 岩手・6期                 | 大臣、次官 軍務局長 |                     |                                      |
| 三須宗太郎       |      | 1913年（大正2年）9月25日   | 滋賀・5期                 |                     | 次長                | 旅鎮、舞鎮                           |
| 島村速雄         |      | 1915年（大正4年）8月28日   | 高知・7期                 |                     | 部長                | 2F 佐鎮                              |
| 加藤友三郎       |      | 1915年（大正4年）8月28日   | 広島・7期                 | 大臣、次官 軍務局長 |                     | 1F 呉鎮                              |
| 吉松茂太郎       |      | 1916年（大正5年）12月1日   | 高知・7期                 |                     | 作戦部長            | GF、2F 呉鎮                          |
| 藤井較一         |      | 1916年（大正5年）12月1日   | 岡山・7期                 |                     | 次長                | 1F 横鎮、佐鎮                        |
| 八代六郎         |      | 1918年（大正7年）7月2日    | 愛知・8期                 | 大臣                |                     | 2F 佐鎮、舞鎮                        |
| 加藤定吉         |      | 1918年（大正7年）7月2日    | 東京・10期                |                     |                     | 2F 呉鎮                              |
| 山下源太郎       |      | 1918年（大正7年）7月2日    | 山形・10期                |                     | 部長、次長 作戦部長 | GF 佐鎮                              |
| 名和又八郎       |      | 1918年（大正7年）7月2日    | 福井・10期                |                     |                     | 2F 横鎮、舞鎮                        |
| 村上格一         |      | 1918年（大正7年）7月2日    | 佐賀・11期                | 大臣                |                     | 3F 呉鎮                              |
| 東伏見宮依仁親王 |      | 1918年（大正7年）7月2日    | 皇族・仏海兵              |                     |                     | 2F 横鎮                              |
| 有馬良橘         |      | 1919年（大正8年）11月25日  | 和歌山・12期              |                     | 作戦部長            | 3F                                   |
| 山屋他人         |      | 1919年（大正8年）11月25日  | 岩手・12期                |                     | 次長                | GF、2F 横鎮                          |
| 財部彪           |      | 1919年（大正8年）11月25日  | 宮崎・15期                | 大臣、次官          |                     | 横鎮、佐鎮、舞鎮                     |
| 黒井悌次郎       |      | 1920年（大正9年）8月16日   | 山形・13期                |                     |                     | 3F 舞鎮                              |
| 栃内曽次郎       |      | 1920年（大正9年）8月16日   | 岩手・13期                | 次官 軍務局長       |                     | GF 佐鎮                              |
| 野間口兼雄       |      | 1920年（大正9年）8月16日   | 鹿児島・13期              | 軍務局長            |                     | 3F 横鎮、舞鎮                        |
| 伏見宮博恭王     |      | 1922年（大正11年）12月1日  | 皇族・独海大 （18期相当） |                     | 総長                | 2F 佐鎮                              |
| 鈴木貫太郎       |      | 1923年（大正12年）8月3日   | 千葉・14期                | 次官 軍務局長       | 部長                | GF、2F、3F 呉鎮                      |
| 竹下勇           |      | 1923年（大正12年）8月3日   | 鹿児島・15期              |                     | 次長 作戦部長       | GF 呉鎮                              |
| 小栗孝三郎       |      | 1923年（大正12年）8月3日   | 石川・15期                | 軍務局長            |                     | 3F 舞鎮                              |
| 岡田啓介         |      | 1924年（大正13年）6月11日  | 福井・15期                | 大臣、次官          |                     | GF 横鎮                              |
| 井出謙治         |      | 1924年（大正13年）6月11日  | 静岡・16期                | 次官 軍務局長       |                     | 佐鎮                                 |
| 加藤寛治         |      | 1927年（昭和2年）4月1日    | 福井・18期                |                     | 部長、次長          | GF、2F 横鎮                          |
| 安保清種         |      | 1927年（昭和2年）4月1日    | 佐賀・18期                | 大臣、次官          | 作戦部長            | 横鎮、呉鎮                           |
| 百武三郎         |      | 1928年（昭和3年）4月2日    | 佐賀・19期                |                     |                     | 佐鎮                                 |
| 谷口尚真         |      | 1928年（昭和3年）4月2日    | 広島・19期                |                     | 部長                | GF、2F 呉鎮                          |
| 山本英輔         |      | 1931年（昭和6年）4月1日    | 鹿児島・24期              |                     |                     | GF 横鎮                              |
| 大角岑生         |      | 1931年（昭和6年）4月1日    | 愛知・24期                | 大臣、次官 軍務局長 |                     | 2F 横鎮                              |
| 山梨勝之進       |      | 1932年（昭和7年）4月1日    | 宮城・25期                | 次官                |                     | 呉鎮、佐鎮                           |
| 小林躋造         |      | 1933年（昭和8年）3月1日    | 広島・26期                | 次官 軍務局長       |                     | GF                                   |
| 野村吉三郎       |      | 1933年（昭和8年）3月1日    | 和歌山・26期              |                     | 次長                | 3F 横鎮、呉鎮                        |
| 中村良三         |      | 1934年（昭和9年）3月30日   | 青森・27期                |                     |                     | 2F 呉鎮、佐鎮                        |
| 末次信正         |      | 1934年（昭和9年）3月30日   | 山口・27期                |                     | 次長 作戦部長       | GF、2F 横鎮                          |
| 永野修身         |      | 1934年（昭和9年）3月30日   | 高知・28期                | 大臣                | 総長、次長          | GF 横鎮                              |
| 高橋三吉         |      | 1936年（昭和11年）4月1日   | 東京・29期                |                     | 次長                | GF、2F                               |
| 藤田尚徳         |      | 1936年（昭和11年）4月1日   | 東京・29期                | 次官                |                     | 呉鎮                                 |
| 米内光政         |      | 1937年（昭和12年）4月1日   | 岩手・29期                | 大臣                |                     | GF、2F、3F 横鎮、佐鎮                |
| 百武源吾         |      | 1937年（昭和12年）4月1日   | 佐賀・30期                |                     | 次長 作戦部長       | 3F 横鎮、佐鎮                        |
| 加藤隆義         |      | 1939年（昭和14年）4月1日   | 広島・31期                |                     | 次長 作戦部長       | 2F 呉鎮                              |
| 長谷川清         |      | 1939年（昭和14年）4月1日   | 福井・31期                | 次官                |                     | CF、3F 横鎮                          |
| 及川古志郎       |      | 1939年（昭和14年）11月15日 | 岩手・31期                | 大臣                | 総長 作戦部長       | 海上護衛、CF、3F 横鎮                |
| 塩沢幸一         |      | 1939年（昭和14年）11月15日 | 長野・32期                |                     |                     | 5F 横鎮、佐鎮                        |
| 吉田善吾         |      | 1940年（昭和15年）11月15日 | 佐賀・32期                | 大臣 軍務局長       |                     | GF、CF、2F 横鎮                      |
| 山本五十六       |      | 1940年（昭和15年）11月15日 | 新潟・32期                | 次官                |                     | GF                                   |
| 嶋田繁太郎       |      | 1940年（昭和15年）11月15日 | 東京・32期                | 大臣                | 総長、次長 作戦部長 | CF、2F 横鎮、呉鎮                    |
| 豊田貞次郎       |      | 1941年（昭和16年）4月4日   | 和歌山・33期              | 次官 軍務局長       |                     | 佐鎮                                 |
| 豊田副武         |      | 1941年（昭和16年）9月18日  | 大分・33期                | 軍務局長            | 総長                | GF、2F、4F 呉鎮                      |
| 古賀峯一         |      | 1942年（昭和17年）5月1日   | 佐賀・34期                |                     | 次長                | GF、CF、2F 横鎮                      |
| 近藤信竹         |      | 1943年（昭和18年）4月29日  | 大阪・35期                |                     | 次長 作戦部長       | CF、2F、5F                           |
| 高須四郎         |      | 1944年（昭和19年）3月1日   | 茨城・35期                |                     |                     | 南西方面、1F、4F、5F、第2遣支        |
| 野村直邦         |      | 1944年（昭和19年）3月1日   | 鹿児島・35期              | 大臣                |                     | 海上護衛、第3遣支 呉鎮               |
| 沢本頼雄         |      | 1944年（昭和19年）3月1日   | 山口・36期                | 次官                |                     | 第2遣支 呉鎮                         |
| 遠藤喜一         |      | 1944年（昭和19年）5月3日   | 東京・39期                |                     |                     | 9F、第1遣支                          |
| 南雲忠一         |      | 1944年（昭和19年）7月8日   | 山形・36期                |                     |                     | 中部太平洋方面、1AF、3F、 呉鎮、佐鎮 |
| 高木武雄         |      | 1944年（昭和19年）7月8日   | 福島・39期                |                     |                     | 6F 高雄警備府                        |
| 山縣正郷         |      | 1945年（昭和20年）3月17日  | 山口・39期                |                     |                     | 4南遣                                |
| 伊藤整一         |      | 1945年（昭和20年）4月7日   | 福岡・39期                |                     | 次長                | 2F                                   |
| 塚原二四三       |      | 1945年（昭和20年）5月15日  | 山梨・36期                |                     | 次長                | 11AF 横鎮                            |
| 井上成美         |      | 1945年（昭和20年）5月15日  | 宮城・37期                | 次官 軍務局長       |                     | 4F                                   |